# Maria purpurina

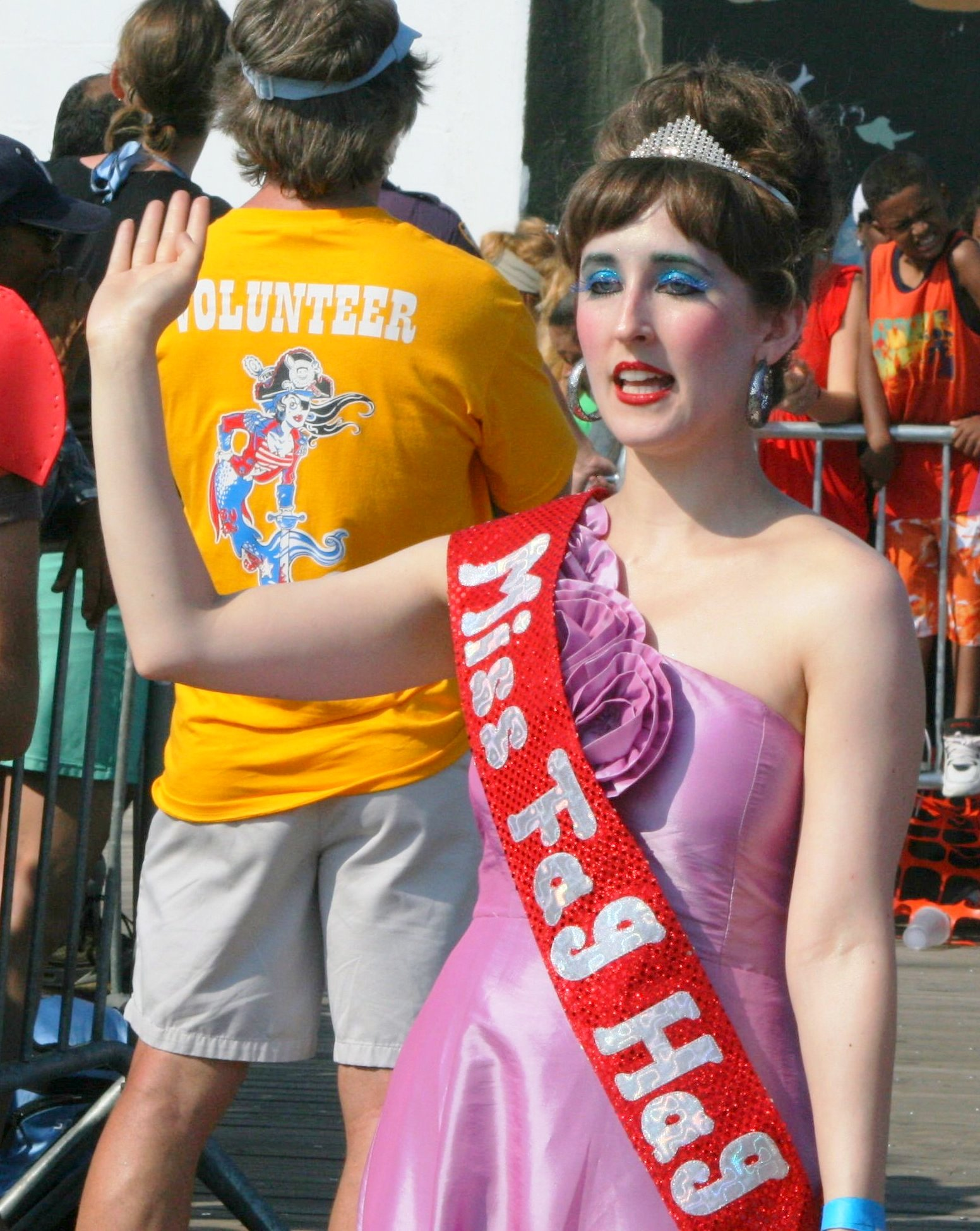
"Miss Fag Hag" no Desfile da Sereia de 2010 em Coney Island

Uma maria purpurina é, na gíria gay, uma mulher que se associa principalmente ou exclusivamente com homens gays e bissexuais. A expressão fag hag se originou na cultura gay masculina nos Estados Unidos e foi historicamente um insulto. Algumas mulheres que se associam com homens gays se opõem a serem chamadas de fag hags, enquanto outras adotam o termo. A contraparte masculina, para homens heterossexuais que têm relações interpessoais semelhantes com homens gays e bissexuais, é o fag stag.

## Uso
As fag hags são frequentemente estereotipadas como mulheres extrovertidas que buscam um substituto para relacionamentos heterossexuais, ou que são secretamente (ou abertamente) atraídas sexualmente por homens gays. Na verdade, muitas mulheres que se identificam como fag hags já estão em relacionamentos românticos, seja com homens heterossexuais ou com mulheres, mas procuram a experiência alternativa de se socializar com homens gays.

## Termos relacionados
Os sinônimos do americano fag hag incluem fruit fly, abelha rainha, homo honey, fruit loop, cachinhos dourados, dama das chamas, princesa das fadas, gabe (aglutinação de "gay" e "babe"), Tori (em homenagem a Tori Spelling e Tori Amos) e fada madrinha. Recentemente, fada da cereja e fada sensata também começou a se popularizar em alguns grupos sociais selecionados em São Francisco e na Costa Leste, e o gayboy bunny (uma peça de "Playboy Bunny" que se originou em uma esquete do Robot Chicken sobre 8 Mile e Looney Tunes) foi cunhado para fag hags que são atraentes ou têm namorados para neutralizar o estereótipo de que fag hags são incapazes de encontrar um parceiro heterossexual adequado.
No caso de amizades entre lésbicas e gays, o termo dyke diva descreve o homem gay no relacionamento. Um homem heterossexual de afinidade platônica com homens gays é um fag stag; novamente, o uso é raro na cultura sexual dominante.
Para os homens que têm muitas amigas lésbicas, aplicam-se os termos de gíria doutch boy (holandês menino), lesbro ou dyke tyke.
As fag hags, os fag stags, etc. são consideradas como pertencentes ao fenômeno do "hagismo", o apego de uma pessoa a um grupo definido pela sexualidade, embora não compartilhem pessoalmente dessa identidade.
A palavra japonesa okoge tem uma conotação mais neutra. A palavra alemã é "Schwulenmutti" (literalmente: Mommy para gays), ou "Gabi", o apelido usado irônico para Gabriele ou Gabriela. 
Nas Filipinas, as mulheres heterossexuais que desenvolvem amizades profundas ou se associam quase exclusivamente à subcultura LGBT bakla nativa são conhecidas como babaeng bakla (literalmente "uma mulher que é um bakla [homem gay]"). Eles adquirem, de forma estereotipada, os maneirismos, o senso de humor exagerado, a linguagem (linguagem swardspeak) e o senso de moda do bakla. Eles também são geralmente mais extrovertidos e socialmente dominantes. É comumente percebido como uma autoidentificação positiva, e várias celebridades locais proeminentes (como Maricel Soriano e Rufa Mae Quinto) se identificam abertamente como babaeng bakla.

## Na cultura popular
O termo tem sido frequentemente usado no entretenimento. A comediante Margaret Cho escreveu e fala regularmente em suas rotinas de stand-up sobre ser uma fag hag. Em um episódio da série de TV britânica Gimme Gimme Gimme, Tom se refere a Linda como uma fag hag. O termo também foi usado em um dos episódios de Sex and the City, em que Samantha ouviu duas mulheres discutindo seu relacionamento com o ator Smith Jerrod, chamando-a de fag hag. A cantora inglesa Lily Allen lançou uma canção chamada "Fag Hag" em 2008 como lado B de "The Fear".
O primeiro concurso anual de Miss Fag Hag aconteceu na cidade de Nova York em 17 de maio de 2009 na Comix com os juízes Caroline Rhea, Michael Musto, Hedda Lettuce e Katina Corrao. Heather Shields ficou com o primeiro prêmio.